# Юрист
Юри́ст (нем. Jurist, англ. Jurist; от лат. ius «право») — специалист по правоведению, юридическим наукам, практический деятель в области права.

## Юридические профессии
Понятие «юрист» объединяет всех людей, занимающихся разнородной профессиональной юридической деятельностью — судей, прокуроров, следователей, адвокатов, нотариусов, юристов в организациях, юристов, занимающихся частной практикой и других.

## Россия
В Российской Федерации юристом может быть лицо, получившее среднее профессиональное или высшее юридическое образование. Юрист может оказывать правовую помощь и юридические услуги по уголовным, гражданским, налоговым, трудовым, семейным, наследственным, жилищным, корпоративным, административным и другим делам в области права. Статус адвоката необходим юристу только для осуществления защиты по уголовному делу. По некоторым категориям уголовных дел защита может осуществляться лицами, не имеющими адвокатского статуса.
Военный юрист — офицер с военно-юридической учетной специальностью. В Вооруженных Силах России военные юристы замещают должности в органах военной прокуратуры, в военных судах, в органах военной юстиции (военно-юридические службы объединений, соединений и воинских частей), среди профессорско-преподавательского состава военных ВУЗов. Для военных юристов установлены воинские звания с приставкой «юстиции», например, «капитан юстиции». 
В современной России несколько десятилетий существует проблема переизбытка юристов. 

## Профессиональный праздник
Во многих странах есть профессиональные праздники юристов. Например, в России с 2008 года установлен «День юриста» — 3 декабря. Существуют также праздники отдельных категорий юристов.